# قيافا
يوسف بن قيافا أو (بالعبريّة: יוסף בַּר קַיָּפָא) والاسم الأكثر تدولاً قيافا (باليونانيّة: Καϊάφας). وهو حسب الكتاب المقدس من أعضاء السنهدرين ومن الذين شاركوا في محاكمة يسوع.

## معنى الاسم
اسم آرامي ربما كان معناه «صخرة» وهو رئيس كهنة لليهود سنة 18-36 ميلادية وكان حاضراً وقت القضاء على المسيح بالصلب«فَقَالَ لَهُمْ وَاحِدٌ مِنْهُمْ، وَهُوَ قَيَافَا، كَانَ رَئِيسًا لِلْكَهَنَةِ فِي تِلْكَ السَّنَةِ: «أَنْتُمْ لَسْتُمْ تَعْرِفُونَ شَيْئًا،» (يو 11: 49) وكانت هذه الوظيفة في ابتداء أمرها تدوم مدة حياة متقلدها إلا ان الدولة الرومانية في ذلك الوقت كانت تنصب رئيس الكهنة أو تعزله حسب مشيئتها.

## بعد المحاكمة
وبعد القبض على المسيح أُتي به أمامه وبعدما حاول أعداؤه عبثاً أن يجدوا شهادة تكفي لإثبات حكم الموت عليه سأله قيافا: «أأنت هو المسيح ابن الله؟» فلما أجاب يسوع بالإيجاب تظاهر قيافا بالاشمئزاز من جوابه وحسبه تجديفاً وقال إنه غير محتاج إلى شهود بعد، فحكموا عليه بصوت واحد بالموت (مت 26: 65-68). غير أنه إذ لم يكن لهم أو لرئيسهم قوة لتنفيذ هذا الحكم أخذوا المسيح إلى بيلاطس الحاكم الروماني (يو 18: 28) لكي يأمر بصلبه. وقيافا بعد القيامة كان من جملة الذين أُتي ببطرس ويوحنا أمامهم للحكم عليهم (اع 4: 6). وقد طرده الرومانيون من وظيفته سنة 36 م.